# Gran Premio di superbike di Monza 2006
Il Gran Premio di superbike di Monza 2006 è stato la quarta prova su dodici del campionato mondiale Superbike 2006, disputato il 7 maggio sull'autodromo nazionale di Monza, in gara 1 ha visto la vittoria di Troy Bayliss davanti a Alex Barros e Troy Corser, lo stesso pilota si è ripetuto anche in gara 2, davanti a Troy Corser e Noriyuki Haga.
La vittoria nella gara valevole per il campionato mondiale Supersport 2006 è stata ottenuta da Yoann Tiberio, mentre la gara della Superstock 1000 FIM Cup viene vinta da Alessandro Polita e quella del campionato Europeo della classe Superstock 600 da Xavier Siméon.

## Risultati

### Gara 1

#### Arrivati al traguardo[6]
| Pos. | Nº  | Pilota             | Squadra                     | Motocicletta       | Giri | Tempo     | Griglia | Punti |
| ---- | --- | ------------------ | --------------------------- | ------------------ | ---- | --------- | ------- | ----- |
| 1º   | 21  | Troy Bayliss       | Ducati Xerox                | Ducati 999 F06     | 18   | 32:23.100 | 2º      | 25    |
| 2º   | 4   | Alex Barros        | Klaffi Honda                | Honda CBR 1000RR   | 18   | +0:03.982 | 3º      | 20    |
| 3º   | 1   | Troy Corser        | Alstare Suzuki Corona Extra | Suzuki GSXR1000 K6 | 18   | +0:04.216 | 1º      | 16    |
| 4º   | 41  | Noriyuki Haga      | Yamaha Motor Italia WSB     | Yamaha YZF R1      | 18   | +0:04.395 | 10º     | 13    |
| 5º   | 88  | Andrew Pitt        | Yamaha Motor Italia WSB     | Yamaha YZF R1      | 18   | +0:13.605 | 6º      | 11    |
| 6º   | 31  | Karl Muggeridge    | Winston Ten Kate Honda      | Honda CBR 1000RR   | 18   | +0:13.665 | 7º      | 10    |
| 7º   | 55  | Régis Laconi       | PSG-1 Kawasaki Corse        | Kawasaki ZX10R     | 18   | +0:14.066 | 4º      | 9     |
| 8º   | 44  | Roberto Rolfo      | Ducati SC - Caracchi        | Ducati 999 F05     | 18   | +0:19.170 | 11º     | 8     |
| 9º   | 57  | Lorenzo Lanzi      | Ducati Xerox                | Ducati 999 F06     | 18   | +0:25.729 | 13º     | 7     |
| 10º  | 38  | Shin'ichi Nakatomi | Yamaha Motor France-Ipone   | Yamaha YZF R1      | 18   | +0:28.350 | 20º     | 6     |
| 11º  | 9   | Chris Walker       | PSG-1 Kawasaki Corse        | Kawasaki ZX10R     | 18   | +0:29.639 | 5º      | 5     |
| 12º  | 16  | Sébastien Gimbert  | Yamaha Motor France-Ipone   | Yamaha YZF R1      | 18   | +0:30.354 | 18º     | 4     |
| 13º  | 15  | Fabien Foret       | Alstare Eng. Corona Extra   | Suzuki GSXR1000 K6 | 18   | +0:43.838 | 12º     | 3     |
| 14º  | 105 | Lorenzo Alfonsi    | PN Corse                    | Ducati 999 RS      | 18   | +0:44.312 | 25º     | 2     |
| 15º  | 8   | Ivan Clementi      | Team Pedercini              | Ducati 999 RS      | 18   | +0:44.530 | 21º     | 1     |
| 16º  | 66  | Norino Brignola    | Team Guandalini             | Ducati 999 RS      | 18   | +1:05.782 | 26º     |       |
| 17º  | 28  | Lorenzo Mauri      | Spring Ducati               | Ducati 999 RS      | 18   | +1:06.502 | 28º     |       |
| 18º  | 116 | Franco Battaini    | Kawasaki Bertocchi          | Kawasaki ZX10R     | 18   | +1:29.793 | 29º     |       |

#### Ritirati
| Nº | Pilota            | Squadra                     | Motocicletta       | Giri | Griglia |
| -- | ----------------- | --------------------------- | ------------------ | ---- | ------- |
| 52 | James Toseland    | Winston Ten Kate Honda      | Honda CBR 1000RR   | 16   | 8º      |
| 99 | Steve Martin      | Foggy Petronas Racing       | Petronas FP1       | 6    | 23º     |
| 18 | Craig Jones       | Foggy Petronas Racing       | Petronas FP1       | 4    | 30º     |
| 71 | Yukio Kagayama    | Alstare Suzuki Corona Extra | Suzuki GSXR1000 K6 | 3    | 9º      |
| 20 | Marco Borciani    | Sterilgarda - Berik         | Ducati 999 F05     | 2    | 17º     |
| 3  | Norifumi Abe      | Yamaha Motor France-Ipone   | Yamaha YZF R1      | 0    | 27º     |
| 13 | Vittorio Iannuzzo | Celani Team Suzuki Italia   | Suzuki GSXR1000 K6 | 0    | 24º     |
| 69 | Gianluca Nannelli | D.F.X. Treme                | Honda CBR 1000RR   | 0    | 22º     |
| 76 | Max Neukirchner   | Team Pedercini              | Ducati 999 RS      | 0    | 19º     |
| 11 | Rubén Xaus        | Sterilgarda - Berik         | Ducati 999 F05     | 0    | 16º     |
| 84 | Michel Fabrizio   | D.F.X. Treme                | Honda CBR 1000RR   | 0    | 15º     |
| 10 | Fonsi Nieto       | PSG-1 Kawasaki Corse 2      | Kawasaki ZX10R     | 0    | 14º     |

### Gara 2

#### Arrivati al traguardo[7]
| Pos. | Nº  | Pilota             | Squadra                     | Motocicletta       | Giri | Tempo     | Griglia | Punti |
| ---- | --- | ------------------ | --------------------------- | ------------------ | ---- | --------- | ------- | ----- |
| 1º   | 21  | Troy Bayliss       | Ducati Xerox                | Ducati 999 F06     | 18   | 32:17.705 | 2º      | 25    |
| 2º   | 1   | Troy Corser        | Alstare Suzuki Corona Extra | Suzuki GSXR1000 K6 | 18   | +0:01.916 | 1º      | 20    |
| 3º   | 41  | Noriyuki Haga      | Yamaha Motor Italia WSB     | Yamaha YZF R1      | 18   | +0:06.479 | 10º     | 16    |
| 4º   | 4   | Alex Barros        | Klaffi Honda                | Honda CBR 1000RR   | 18   | +0:10.227 | 3º      | 13    |
| 5º   | 52  | James Toseland     | Winston Ten Kate Honda      | Honda CBR 1000RR   | 18   | +0:11.910 | 8º      | 11    |
| 6º   | 88  | Andrew Pitt        | Yamaha Motor Italia WSB     | Yamaha YZF R1      | 18   | +0:17.551 | 6º      | 10    |
| 7º   | 31  | Karl Muggeridge    | Winston Ten Kate Honda      | Honda CBR 1000RR   | 18   | +0:17.720 | 7º      | 9     |
| 8º   | 10  | Fonsi Nieto        | PSG-1 Kawasaki Corse        | Kawasaki ZX10R     | 18   | +0:17.825 | 14º     | 8     |
| 9º   | 9   | Chris Walker       | PSG-1 Kawasaki Corse        | Kawasaki ZX10R     | 18   | +0:22.873 | 5º      | 7     |
| 10º  | 44  | Roberto Rolfo      | Ducati SC - Caracchi        | Ducati 999 F05     | 18   | +0:31.603 | 11º     | 6     |
| 11º  | 57  | Lorenzo Lanzi      | Ducati Xerox                | Ducati 999 F06     | 18   | +0:31.610 | 13º     | 5     |
| 12º  | 38  | Shin'ichi Nakatomi | Yamaha Motor France-Ipone   | Yamaha YZF R1      | 18   | +0:34.282 | 20º     | 4     |
| 13º  | 15  | Fabien Foret       | Alstare Eng. Corona Extra   | Suzuki GSXR1000 K6 | 18   | +0:35.273 | 12º     | 3     |
| 14º  | 84  | Michel Fabrizio    | D.F.X. Treme                | Honda CBR 1000RR   | 18   | +0:35.306 | 15º     | 2     |
| 15º  | 11  | Rubén Xaus         | Sterilgarda - Berik         | Ducati 999 F05     | 18   | +0:40.522 | 16º     | 1     |
| 16º  | 3   | Norifumi Abe       | Yamaha Motor France-Ipone   | Yamaha YZF R1      | 18   | +0:51.516 | 27º     |       |
| 17º  | 13  | Vittorio Iannuzzo  | Celani Team Suzuki Italia   | Suzuki GSXR1000 K6 | 18   | +0:56.396 | 24º     |       |
| 18º  | 69  | Gianluca Nannelli  | D.F.X. Treme                | Honda CBR 1000RR   | 18   | +0:58.679 | 22º     |       |
| 19º  | 105 | Lorenzo Alfonsi    | PN Corse                    | Ducati 999 RS      | 18   | +0:59.135 | 25º     |       |
| 20º  | 66  | Norino Brignola    | Team Guandalini             | Ducati 999 RS      | 18   | +1:00.991 | 26º     |       |
| 21º  | 20  | Marco Borciani     | Sterilgarda - Berik         | Ducati 999 F05     | 18   | +1:12.581 | 17º     |       |
| 22º  | 28  | Lorenzo Mauri      | Spring Ducati               | Ducati 999 RS      | 18   | +1:26.383 | 28º     |       |
| 23º  | 116 | Franco Battaini    | Kawasaki Bertocchi          | Kawasaki ZX10R     | 18   | +1:26.954 | 29º     |       |

#### Ritirati
| Nº | Pilota            | Squadra                     | Motocicletta       | Giri | Griglia |
| -- | ----------------- | --------------------------- | ------------------ | ---- | ------- |
| 8  | Ivan Clementi     | Team Pedercini              | Ducati 999 RS      | 5    | 21º     |
| 16 | Sébastien Gimbert | Yamaha Motor France-Ipone   | Yamaha YZF R1      | 3    | 18º     |
| 55 | Régis Laconi      | PSG-1 Kawasaki Corse        | Kawasaki ZX10R     | 2    | 4º      |
| 99 | Steve Martin      | Foggy Petronas Racing       | Petronas FP1       | 2    | 23º     |
| 71 | Yukio Kagayama    | Alstare Suzuki Corona Extra | Suzuki GSXR1000 K6 | 2    | 9º      |
| 76 | Max Neukirchner   | Team Pedercini              | Ducati 999 RS      | 1    | 19º     |
| 18 | Craig Jones       | Foggy Petronas Racing       | Petronas FP1       | 0    | 30º     |

### Supersport

#### Arrivati al traguardo
| Pos. | Nº  | Pilota                | Squadra                     | Motocicletta    | Giri | Tempo     | Griglia | Punti |
| ---- | --- | --------------------- | --------------------------- | --------------- | ---- | --------- | ------- | ----- |
| 1º   | 32  | Yoann Tiberio         | Megabike Honda              | Honda CBR 600RR | 16   | 30'14.618 | 8º      | 25    |
| 2º   | 127 | Robbin Harms          | Stiggy Motorsports          | Honda CBR 600RR | 16   | +1.924    | 6º      | 20    |
| 3º   | 16  | Sébastien Charpentier | Winston Ten Kate Honda      | Honda CBR 600RR | 16   | +4.255    | 1º      | 16    |
| 4º   | 55  | Massimo Roccoli       | Yamaha Team Italia          | Yamaha YZF R6   | 16   | +7.224    | 5º      | 13    |
| 5º   | 54  | Kenan Sofuoğlu        | Winston Ten Kate Honda      | Honda CBR 600RR | 16   | +7.499    | 7º      | 11    |
| 6º   | 72  | Stuart Easton         | Manila Grace SC             | Ducati 749 R    | 16   | +9.015    | 19º     | 10    |
| 7º   | 23  | Broc Parkes           | Yamaha Motor Germany        | Yamaha YZF R6   | 16   | +9.117    | 11º     | 9     |
| 8º   | 116 | Johan Stigefelt       | Dark Dog Stiggy Motorsports | Honda CBR 600RR | 16   | +10.866   | 10º     | 8     |
| 9º   | 12  | Javier Forés          | SLM Racing                  | Yamaha YZF R6   | 16   | +10.997   | 18º     | 7     |
| 10º  | 7   | Stéphane Chambon      | Gil Motor Sport             | Kawasaki ZX6RR  | 16   | +21.842   | 13º     | 6     |
| 11º  | 25  | Tatu Lauslehto        | Dark Dog Stiggy Motorsports | Honda CBR 600RR | 16   | +25.332   | 17º     | 5     |
| 12º  | 24  | Stefano Cruciani      | Passione Moto               | Honda CBR 600RR | 16   | +25.478   | 15º     | 4     |
| 13º  | 94  | David Checa           | Yamaha - GMT 94             | Yamaha YZF R6   | 16   | +26.654   | 21º     | 3     |
| 14º  | 31  | Vesa Kallio           | Yamaha Racing Support       | Yamaha YZF R6   | 16   | +34.012   | 20º     | 2     |
| 15º  | 22  | Kai Børre Andersen    | Hoegee Suzuki               | Suzuki GSX 600R | 16   | +38.406   | 16º     | 1     |
| 16º  | 8   | Maxime Berger         | Gil Motor Sport             | Kawasaki ZX6RR  | 16   | +39.084   | 22º     |       |
| 17º  | 6   | Mauro Sanchini        | RG Team                     | Yamaha YZF R6   | 16   | +45.191   | 30º     |       |
| 18º  | 58  | Tomas Miksovsky       | Intermoto Czech Klaffi      | Honda CBR 600RR | 16   | +49.322   | 31º     |       |
| 19º  | 17  | Miguel Praia          | Team Parkalgar              | Honda CBR 600RR | 16   | +49.345   | 25º     |       |
| 20º  | 21  | Chris Peris           | Bikersdays Yamaha Moto 1    | Yamaha YZF R6   | 16   | +51.732   | 26º     |       |
| 21º  | 15  | Andrea Berta          | SLM Racing                  | Yamaha YZF R6   | 16   | +53.567   | 33º     |       |
| 22º  | 60  | Vladimir Ivanov       | Vector Racing               | Yamaha YZF R6   | 16   | +56.480   | 34º     |       |
| 23º  | 38  | Grégory Leblanc       | Vazy Racing                 | Honda CBR 600RR | 16   | +1'31.254 | 28º     |       |

#### Ritirati
| Nº  | Pilota              | Squadra                     | Motocicletta    | Giri | Griglia |
| --- | ------------------- | --------------------------- | --------------- | ---- | ------- |
| 11  | Kevin Curtain       | Yamaha Motor Germany        | Yamaha YZF R6   | 12   | 4º      |
| 145 | Sébastien Le Grelle | Legrelle - Honda Belgium    | Honda CBR 600RR | 12   | 9º      |
| 27  | Tom Tunstall        | Hardinge Ice Valley M.      | Honda CBR 600RR | 11   | 32º     |
| 57  | Luka Nedog          | Manila Grace SC             | Ducati 749 R    | 8    | 29º     |
| 3   | Katsuaki Fujiwara   | Megabike Honda              | Honda CBR 600RR | 2    | 3º      |
| 45  | Gianluca Vizziello  | Yamaha Team Italia          | Yamaha YZF R6   | 2    | 2º      |
| 68  | David Forner        | Tati Team Beaujolais Racing | Yamaha YZF R6   | 0    | 27º     |
| 77  | Barry Veneman       | Hoegee Suzuki               | Suzuki GSX 600R | 0    | 14º     |
| 73  | Christian Zaiser    | LBR Ducati Racing           | Ducati 749 R    | 0    | 12º     |

### Superstock 1000

#### Arrivati al traguardo
| Pos. | Nº | Pilota             | Squadra                   | Motocicletta      | Giri | Tempo     | Griglia | Punti |
| ---- | -- | ------------------ | ------------------------- | ----------------- | ---- | --------- | ------- | ----- |
| 1º   | 53 | Alessandro Polita  | Celani Suzuki Italia      | Suzuki GSX1000 K6 | 11   | 20'31.118 | 1º      | 25    |
| 2º   | 5  | Riccardo Chiarello | Lightspeed Kawasaki Supp. | Kawasaki ZX 10R   | 11   | +0.357    | 6º      | 20    |
| 3º   | 86 | Ayrton Badovini    | Biassono - Unionbike      | MV Agusta         | 11   | +9.079    | 4º      | 16    |
| 4º   | 42 | Alex Martinez      | PMS Corse                 | Kawasaki ZX 10R   | 11   | +9.448    | 2º      | 13    |
| 5º   | 9  | Luca Scassa        | EVR Corse Ormeni Racing   | MV Agusta         | 11   | +9.531    | 3º      | 11    |
| 6º   | 99 | Danilo Dell'Omo    | T.C.M. Team Cruciani Moto | Suzuki GSX1000 K6 | 11   | +10.066   | 5º      | 10    |
| 7º   | 11 | Denis Sacchetti    | PSG-1 Kawasaki Corse      | Kawasaki ZX 10R   | 11   | +15.548   | 12º     | 9     |
| 8º   | 57 | Ilario Dionisi     | Team Trasimeno            | Yamaha YZF R1     | 11   | +16.711   | 9º      | 8     |
| 9º   | 15 | Matteo Baiocco     | Umbria Bike               | Yamaha YZF R1     | 11   | +16.714   | 11º     | 7     |
| 10º  | 77 | Claudio Corti      | Yamaha Team Italia        | Yamaha YZF R1     | 11   | +16.725   | 10º     | 6     |
| 11º  | 16 | Enrique Rocamora   | RG Team                   | Yamaha YZF R1     | 11   | +16.979   | 14º     | 5     |
| 12º  | 8  | Loic Napoleone     | Celani Suzuki Italia      | Suzuki GSX1000 K6 | 11   | +19.278   | 7º      | 4     |
| 13º  | 73 | Simone Saltarelli  | PMS Corse                 | Kawasaki ZX 10R   | 11   | +25.388   | 16º     | 3     |
| 14º  | 24 | Marko Jerman       | MD Team Jerman            | Suzuki GSX1000 K6 | 11   | +26.751   | 18º     | 2     |
| 15º  | 71 | Petter Solli       | Solli Racing              | Yamaha YZF R1     | 11   | +30.366   | 23º     | 1     |
| 16º  | 47 | Richard Cooper     | MS Racing                 | Honda CBR 1000RR  | 11   | +30.913   | 19º     |       |
| 17º  | 96 | Matěj Smrž         | MS Racing                 | Honda CBR 1000RR  | 11   | +37.439   | 15º     |       |
| 18º  | 12 | Leonardo Biliotti  | EVR Corse Ormeni Racing   | MV Agusta         | 11   | +38.504   | 25º     |       |
| 19º  | 13 | Andrea Paoloni     | HP Racing                 | Suzuki GSX1000 K6 | 11   | +38.685   | 24º     |       |
| 20º  | 17 | Cedric Tangre      | Yohann Motor Sport        | Suzuki GSX1000 K6 | 11   | +38.938   | 22º     |       |
| 21º  | 40 | Hervé Gantner      | Ticino Hosting Badan      | Yamaha YZF R1     | 11   | +39.005   | 20º     |       |
| 22º  | 35 | Allard Kerkhoven   | Oliveira Suzuki           | Suzuki GSX1000 K6 | 11   | +42.701   | 27º     |       |
| 23º  | 41 | Nick Henderson     | Beowulf Motorsport.com    | Suzuki GSX1000 K6 | 11   | +51.964   | 21º     |       |
| 24º  | 14 | Mauro Belliero     | Azione Corse              | Honda CBR 1000RR  | 11   | +1'00.521 | 31º     |       |
| 25º  | 21 | Leon Bovee         | Piet Geluk Racing         | Suzuki GSX1000 K6 | 11   | +1'00.794 | 32º     |       |
| 26º  | 55 | Olivier Depoorter  | Autophone Racing          | Yamaha YZF R1     | 11   | +1'00.835 | 35º     |       |
| 27º  | 19 | Gabriele Perri     | SBP                       | Suzuki GSX1000 K6 | 11   | +1'17.338 | 33º     |       |
| 28º  | 82 | Giuseppe Cedroni   | Azione Corse              | Honda CBR 1000RR  | 11   | +1'34.853 | 36º     |       |

#### Ritirati
| Nº | Pilota            | Squadra                | Motocicletta      | Giri | Griglia |
| -- | ----------------- | ---------------------- | ----------------- | ---- | ------- |
| 10 | Giuseppe Natalini | Team Trasimeno         | Yamaha YZF R1     | 9    | 28º     |
| 44 | Roberto Lunadei   | 44 Racing              | Yamaha YZF R1     | 8    | 8º      |
| 69 | David Fouloi      | TKR Suzuki Switzerland | Suzuki GSX1000 K6 | 7    | 26º     |
| 28 | Sepp Vermonden    | Racing Dirk Van Mol    | Suzuki GSX1000 K6 | 6    | 17º     |
| 32 | Sheridan Morais   | EMS Racing             | Suzuki GSX1000 K6 | 3    | 13º     |
| 31 | Giuseppe Barone   | Unionbike GiMotosports | MV Agusta         | 1    | 29º     |
| 34 | Mark Pollock      | EMS Racing             | Suzuki GSX1000 K6 | 0    | 30º     |
| 18 | Eric van Bael     | SRC Racing             | Suzuki GSX1000 K6 | 0    | 34º     |

### Superstock 600

#### Arrivati al traguardo
| Pos. | Nº | Pilota                   | Squadra                     | Motocicletta    | Giri | Tempo     | Griglia | Punti |
| ---- | -- | ------------------------ | --------------------------- | --------------- | ---- | --------- | ------- | ----- |
| 1º   | 19 | Xavier Siméon            | Alstare Suzuki Corona Extra | Suzuki GSX 600R | 9    | 17'47.336 | 2º      | 25    |
| 2º   | 10 | Davide Giugliano         | Lightspeed Kawasaki Supp.   | Kawasaki ZX6RR  | 9    | +11.350   | 3º      | 20    |
| 3º   | 33 | Alessandro Colatosti     | PSG-1 Kawasaki Corse J.     | Kawasaki ZX6RR  | 9    | +11.441   | 11º     | 16    |
| 4º   | 47 | Eddi La Marra            | Team Trasimeno              | Yamaha YZF R6   | 9    | +11.466   | 10º     | 13    |
| 5º   | 7  | Renato Costantini        | Junior Team Italia Honda    | Honda CBR 600RR | 9    | +12.317   | 18º     | 11    |
| 6º   | 89 | Domenico Colucci         | Ducati Xerox Junior         | Ducati 749 R    | 9    | +12.918   | 9º      | 10    |
| 7º   | 30 | Michaël Savary           | Millet Racing Yamaha J.     | Yamaha YZF R6   | 9    | +12.941   | 17º     | 9     |
| 8º   | 21 | Franck Millet            | Millet Racing Yamaha J.     | Yamaha YZF R6   | 9    | +13.675   | 13º     | 8     |
| 9º   | 41 | Gregory Junod            | TKR Suzuki Switzerland      | Suzuki GSX 600R | 9    | +23.360   | 20º     | 7     |
| 10º  | 69 | Ondřej Ježek             | Gold Fren Team Erinac       | Kawasaki ZX6RR  | 9    | +23.610   | 15º     | 6     |
| 11º  | 24 | Daniele Beretta          | DBG Racing                  | Suzuki GSX 600R | 9    | +24.411   | 16º     | 5     |
| 12º  | 99 | Roy Ten Napel            | Lian Products Racing        | Yamaha YZF R6   | 9    | +24.600   | 7º      | 4     |
| 13º  | 31 | Lennart van Houwelingen  | Some Racing                 | Suzuki GSX 600R | 9    | +24.927   | 23º     | 3     |
| 14º  | 37 | Andrzej Chmielewski      | Trasimeno Junior            | Yamaha YZF R6   | 9    | +29.983   | 19º     | 2     |
| 15º  | 36 | Jarno Colosio            | Nonsolomoto - Biassono      | Suzuki GSX 600R | 9    | +31.372   | 14º     | 1     |
| 16º  | 77 | Barry Burrell            | MS Racing                   | Honda CBR 600RR | 9    | +31.376   | 28º     |       |
| 17º  | 18 | Matt Bond                | Mist Suzuki                 | Suzuki GSX 600R | 9    | +31.673   | 29º     |       |
| 18º  | 96 | Marcel van Nieuwenhuizen | Remar Racing Holland        | Suzuki GSX 600R | 9    | +42.794   | 30º     |       |
| 19º  | 26 | Will Gruy                | Trasimeno Junior            | Yamaha YZF R6   | 9    | +42.837   | 22º     |       |
| 20º  | 12 | Davide Caldart           | PSG-1 Kawasaki Corse J.     | Kawasaki ZX6RR  | 9    | +48.718   | 25º     |       |
| 21º  | 32 | Robert Gianfardoni       | RG Team                     | Yamaha YZF R6   | 9    | +51.283   | 32º     |       |
| 22º  | 16 | Chris Northover          | Mist Suzuki                 | Suzuki GSX 600R | 9    | +53.490   | 31º     |       |
| 23º  | 20 | Jan Prudik               | Intermoto Czech Klaffi      | Honda CBR 600RR | 9    | +59.731   | 24º     |       |
| 24º  | 55 | Vincent Lonbois          | SRC Racing                  | Suzuki GSX 600R | 9    | +1'42.147 | 33º     |       |

#### Ritirati
| Nº  | Pilota           | Squadra                  | Motocicletta    | Giri | Griglia |
| --- | ---------------- | ------------------------ | --------------- | ---- | ------- |
| 59  | Niccolò Canepa   | Ducati Xerox Junior      | Ducati 749 R    | 8    | 1º      |
| 8   | Andrea Antonelli | Junior Team Italia Honda | Honda CBR 600RR | 8    | 5º      |
| 199 | Gregg Black      | Vazy Racing              | Honda CBR 600RR | 8    | 21º     |
| 84  | Bostjan Pintar   | Inotherm Racing          | Yamaha YZF R6   | 4    | 12º     |
| 88  | Mads Odin Hodt   | Hodt As Racing           | Yamaha YZF R6   | 3    | 8º      |
| 34  | Alexander Lundh  | Stiggy Motorsports       | Honda CBR 600RR | 2    | 27º     |
| 28  | Yannick Guerra   | Holiday Gym              | Yamaha YZF R6   | 2    | 26º     |
| 56  | Daniel Sutter    | Peko Racing              | Honda CBR 600RR | 0    | 6º      |